# Lainville-en-Vexin
Lainville-en-Vexin è un comune francese di 804 abitanti situato nel dipartimento degli Yvelines nella regione dell'Île-de-France.
Fino al 1997 si è chiamato Lainville.

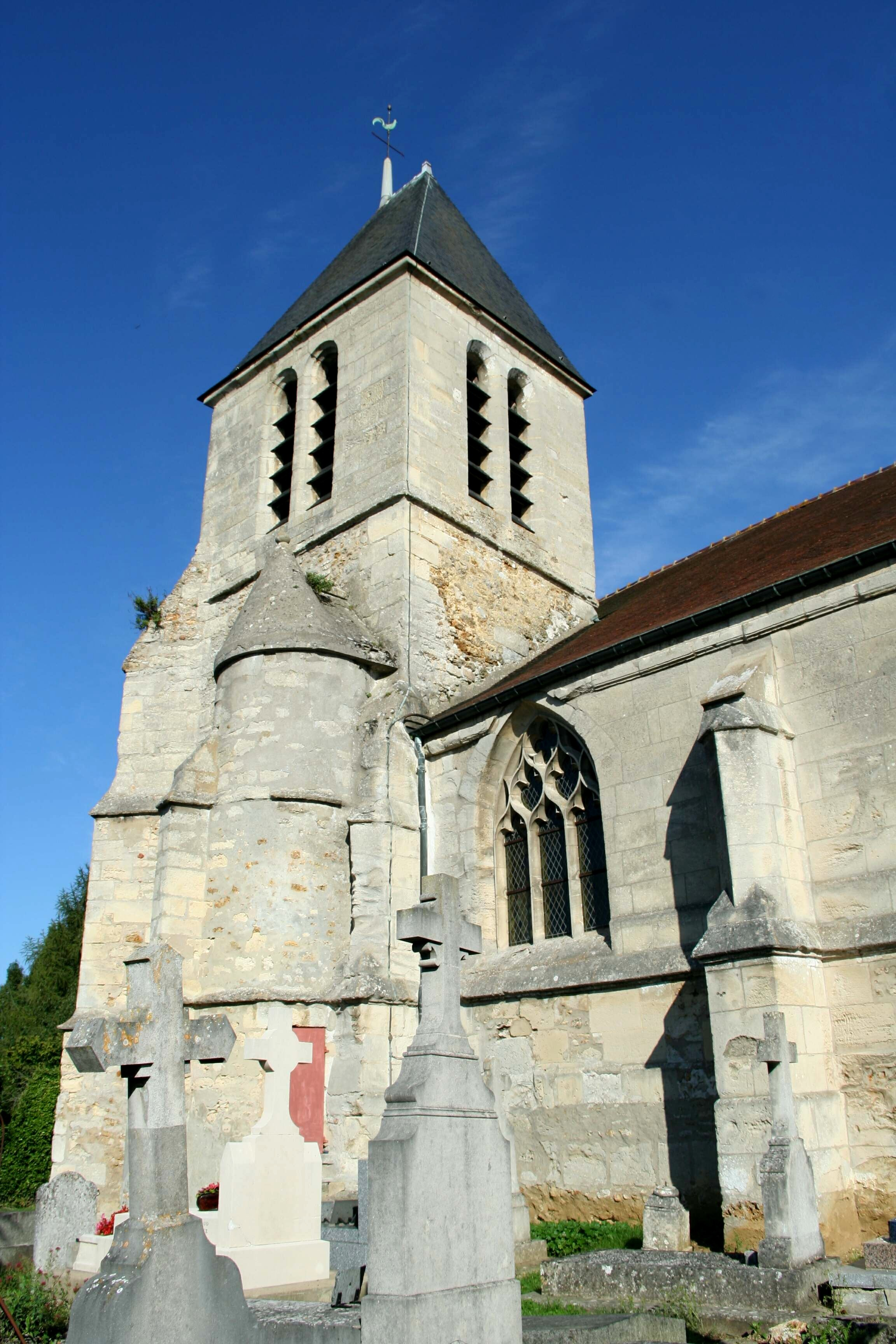
Chiesa a Lainville-en-Vexin

## Società

### Evoluzione demografica
Abitanti censiti